# Mên-an-Tol

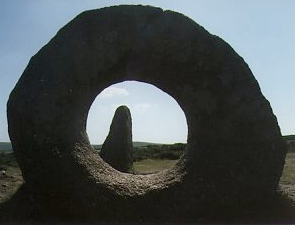
Blik door de ring

Mên-an-Tol (ook: Crick Stone) is een megalithisch monument aan de zuidwestkust van Cornwall. Het bestaat uit drie rechtopstaande stenen: twee balkvormige stenen aan de buitenkant en in het midden een ronde steen met daarin een gat.

## Functie
Er zijn verschillende theorieën over de functie van het bouwwerk. Zo zou het geneeskrachtige gaven bezitten of dienstdoen bij overgangsriten. Dit vanwege de gelijkenis met een geboorte, waarbij men via het baarmoederhalskanaal ter wereld komt. De doorgang door het gat in de middelste steen zou in dit geval symbool kunnen zijn voor een overgang van deze wereld naar een andere, hetzij de dood, hetzij een nieuw leven. Er zou ook een graftombe bij het bouwwerk hebben gehoord. Ook is er de hypothese dat het hier een antieke kalender betreft.

## Legende
Volgens lokale legendes wordt een vrouw zwanger als zij met volle maan zeven maal heen en weer gaat door de steen met het gat.